# Афганістан на літніх Олімпійських іграх 2008
Афганістан на літніх Олімпійських іграх 2008 року у Пекіні був представлений 4 спортсменами (трьома чоловіками та однією жінкою) у 2 видах спорту — легка атлетика і тхеквондо. Прапороносцем на церемонії відкриття Олімпійських ігор був тхеквондист Несар Ахмад Бахаве.
Афганістан удванадцяте взяв участь в Олімпіаді. На цих іграх країна вперше здобула олімпійську медаль — бронзу здобув Рогулла Нікпаї у тхеквондо. Збірна Афганістану посіла 80 неофіційне загальнокомандне місце.

## Медалісти
Бронза
| Бронза |                |                         |
| №      | Спортсмени     | Вид спорту (дисципліна) |
| 1      | Рогулла Нікпаї | Тхеквондо               |

## Легка атлетика
| Спортсмен       | Дисципліна      | Попередній раунд | Попередній раунд | Чвертьфінал | Чвертьфінал | Півфінал   | Півфінал   | Фінал      | Фінал      |
| Спортсмен       | Дисципліна      | Результат        | Місце            | Результат   | Місце       | Результат  | Місце      | Результат  | Місце      |
| --------------- | --------------- | ---------------- | ---------------- | ----------- | ----------- | ---------- | ---------- | ---------- | ---------- |
| Масуд Азізі     | 100 м, чоловіки | 11.45            | 8                | не пройшов  | не пройшов  | не пройшов | не пройшов | не пройшов | не пройшов |
| Робіна Мукім'яр | 100 м, жінки    | 14.80            | 8                | не пройшла  | не пройшла  | не пройшла | не пройшла | не пройшла | не пройшла |

## Тхеквондо
| Спортсмен          | Категорія          | 1/16                       | Чвертьфінал                | Півфінал           | Втішний раунд 1          | Втішний раунд 2                | Фінал              | Фінал      |
| Спортсмен          | Категорія          | Суперник Результат         | Суперник Результат         | Суперник Результат | Суперник Результат       | Суперник Результат             | Суперник Результат | Місце      |
| ------------------ | ------------------ | -------------------------- | -------------------------- | ------------------ | ------------------------ | ------------------------------ | ------------------ | ---------- |
| Рогулла Нікпаї     | до 58 кг, чоловіки | Левент Тунджат (GER) W 4–3 | Гільєрмо Перес (MEX) L 1–2 | Did not advance    | Майкл Гарві (GBR) W 2–1  | Хуан Антоніо Рамос (ESP) W 4–1 | не пройшов         | 3          |
| Несар Ахмад Бахаві | до 68 кг, чоловіки | Марк Лопес (USA) L 0–3     | не пройшов                 | не пройшов         | Даніель Манц (GER) L 3–4 | не пройшов                     | не пройшов         | не пройшов |